# 多久興
多 久興（おおの ひさおき、1915年（大正4年）2月5日 - 1979年（昭和54年）11月17日）は、日本のヴァイオリニスト。元東京芸術大学音楽学部教授。徳島文理大学客員教授。
東京音楽学校卒業。東京都出身。父はヴァイオリニストの多久寅。

## 生涯
東京都出身。東京音楽学校の教授でヴァイオリニストである多久寅の子として生まれ、弟の多久尚もヴァイオリニストである。
1937年（昭和12年）に東京音楽学校を卒業し、1938年（昭和13年）の第6回日本音楽コンクールで第3位となる。
また東京藝術大学で教鞭を執り、同大学の教授を務めたほか、徳島文理大学の客員教授も務めた。
1979年（昭和54年）11月17日、死去。享年64。

## 受賞
- 1938年 - 第6回日本音楽コンクール第3位